# Abdul Momin (diplomático)
Abdul Momin fue un diplomático Bangladesí.
- En 1946 se había unido a la función pública de Bengala.
- En 1950 entró al en:Foreign Service of Pakistan fue empleado en las misiones paquistaníes en Rangún, Washington DC, Bagdad, Shillong y Bruselas.
- Al tiempo de la separación de Bengala Occidental estaba embajador en Buenos Aires.
- Desertó y unió al movimiento de Bangladesh. Antes de partir hacia Londres, el Sr. Momin dijo a periodistas en Buenos Aires, "Me gustaría llegar a ser un guerrillero pero supongo que voy a ser más útil para explicar la explotación colonial de Pakistán del Este de Bengala y la masacre de 250 000 cuando el Ejército se trasladó en en marzo pasado. no puede seguir escuchando las falsas declaraciones de Pakistán Occidental que tenían que enviar al ejército para sofocar un régimen de terror. el hecho es que el Ejército de Pakistán es de 100 por ciento desde el oeste de Pakistán y han estado recurriendo a todos tipo de mentiras para justificar su intervención asesina en Bengala Oriental".[1]